# Festa de debutante

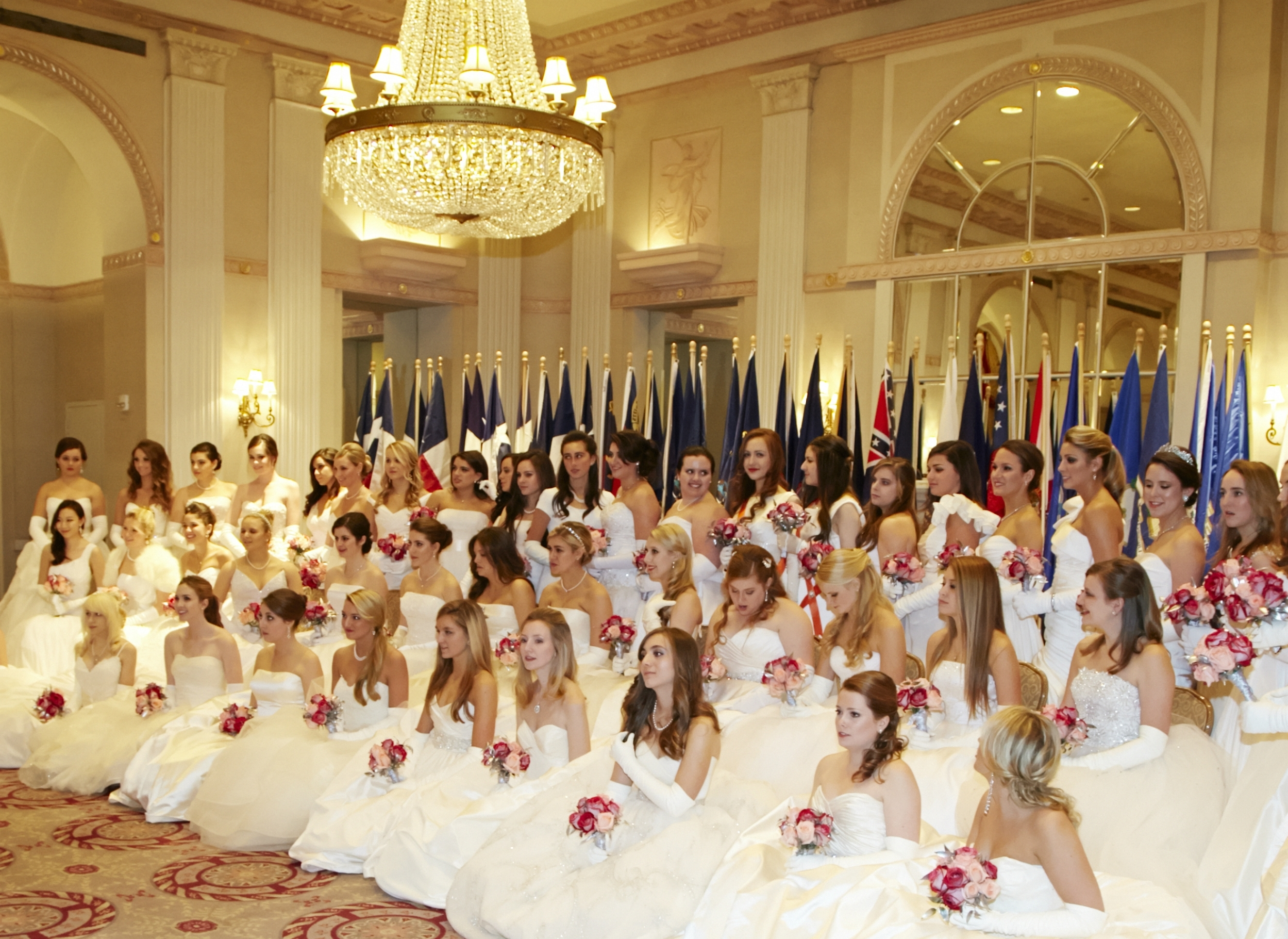
Foto oficial da 58ª festa de debutante internacional de 2012.

Baile de debutante é um rito de passagem feminino que marca a passagem simbólica da condição de menina à de mulher quando se atinge os quinze ou dezesseis anos de idade. O costume é advindo da Europa e a palavra tem origem no francês débutante, de début ("início").